# Letícia Carolina
Letícia Carolina Nascimento (Parnaíba, Piauí) é uma autora, pedagoga e professora acadêmica brasileira, pesquisadora da área de Gênero e Educação. Ela foi a primeira mulher travesti a ocupar uma cátedra em uma universidade pública piauiense, a Universidade Federal do Piauí (UFPI). Letícia é conhecida por ser autora do livro Transfeminismo, lançado pela Coleção Feminismos Plurais em 2021, se tornando uma referência contemporânea para os estudos sobre o tema transfeminismo. Além disso, ela também desempenha um trabalho como ativista do Fórum Nacional de Travestis e Transexuais Negras e Negros (FONATRANS).

## Biografia
Letícia nasceu na Parnaíba e foi criada pelos avós maternos, mas teve uma boa relação com a mãe, que morreu quando Letícia tinha apenas 10 anos. Ela se graduou em Pedagogia e aos 24 anos, terminou o mestrado em Educação na Universidade Federal do Piauí.
Ela foi professora da rede pública de ensino da cidade de Luís Correia, como professora efetiva durante sete anos no ensino fundamental. Letícia, que se assumiu inicialmente como um homem gay aos 18 anos, passou pelo processo de travestilidade já como profissional de ensino; e segundo ela, a escola era o único lugar no qual ela ainda mantinha uma identidade masculina. Foi em 2017, aos 27 anos, que ela passou a assumir publicamente a sua travestilidade, quando deu uma palestra sobre teoria queer chamada Corpo Sem Órgãos, onde se apresentou como Letícia. Antes disso, em 2015, ela dava aulas como professora substituta na Universidade Estadual do Piauí (Uespi), onde entrou ainda com a sua identidade civil no masculino. Quando se assumiu Letícia, ela sentia medo de mudar o nome nos seus documentos por conta da produção acadêmica, tendo assim artigos publicados com seu nome civil e os artigos mais recentes como Letícia Carolina.
Letícia foi empossada em 2019 como professora da Universidade Federal do Piauí (UFPI), se tornando assim a primeira travesti a assumir um cargo de professora no Estado do Piauí.

## Transfeminismo
Em 2021, Letícia Carolina lançou o livro Transfeminismo, pela Coleção Feminismos Plurais, coleção literária coordenada por Djamila Ribeiro em parceria com o Selo Sueli Carneiro com a Jandaíra Livros.
Como autora, ela participou da Flip, a Festa Literária Internacional de Paraty, de 2020 na mesa Literatura com causa ao lado do também professor e autor Guilherme Terreri (Rita Von Hunty). Também partipou em 2021 da Bienal do Livro do Rio na mesa: “Vozes LGBTQIAP+: O que vem pela frente?” ao lado de nomes como Renan Quinalha e Natalia Borges Polesso.
Em 2022, Letícia Carolina publicou a tradução do seu livro Transfeminismo para o francês com o título: Le transféminisme, genres et transidentités pela Éditions Anacaona, editora que tem se destacado na tradução de títulos brasileiros sobre feminismo, questões raciais e interseccionais.
A produção acadêmica da transfeminista brasileira também pode ser acessada em espanhol com a publicação do artigo intitulado Travestis negras en Brasil: vidas precarias más allá de la pandemia no livro “De despojos y luchas por la vida”, uma publicação do Consejo Latinoamericano de Ciencias Sociales (Clacso) e também na entrevista Transfeminismo: la voz potente de Letícia Carolina Nascimento para a Colectiva Oleaje. 

## Obras
Algumas publicações selecionadas:
- 2019: “LAERTE-SE” E “TOMBOY”: CONVITES ÀS EXPERIMENTAÇÕES DE SI, Revista Ambivalências 7
- 2020: Reflexões em Torno da Saúde da População LGBT: Cruzando Temas, Problemas e Perspectivas Revista Brasileira de Estudos da Homocultura
- 2020: Eu Não Vou Morrer, Revista Inter-Legere
- 2021: Transfeminismo, Selo Sueli Carneiro-Editora Jandaíra[12]